# 20 CM Records
20CM Records este o casă de discuri din România, înființată de trupa Paraziții. Numele „vine de la mărimea perfectă a unui penis ”, conform unui interviu acordat de Ombladon.
De-a lungul anilor a promovat câteva nume, cum ar fi Spike, Anonim (Guess Who și Zekko), Griffo, Nimeni Altu', MarkOne1, Cumicu, Arssură, Bitză, Dan Gerosu, Alan, Rapstrolirical.

## Legături externe
- Site oficial
- Albume lansate de 20 CM Records la Discogs,